# Гадкий утёнок (мультфильм, 1956)
«Гадкий утёнок» — советский рисованный мультфильм, экранизация по мотивам сказки Ханса Кристиана Андерсена. Создан на киностудии «Союзмультфильм» в 1956 году.

## Сюжет
Наступила весна. Хорошо было за городом: зазеленели деревья, на лугах поднялась молодая трава. Утка, сидевшая на яйцах в зарослях лопуха, смотрела, как из яиц вылупляются утята. Последним из самого большого яйца появился необыкновенный утёнок — он совсем не похож на других. «Какой огромный! Гадкий… гадкий утёнок…» — сказала другая утка.
На другой день молодая мать отправилась со своими птенцами на птичий двор, их надо было ввести в общество. На птичьем дворе была одна жирная испанская утка. Она считалась здесь самой знатной. Утка-мать подвела к ней своих утят. Но бедный утёнок не понравился ни ей, ни другим обитателям птичьего двора, которые называли его уродом или индюшонком. Так прошёл первый день, а потом стало ещё хуже. Утки, гуси, индюки, петухи — все издевались над несчастным утёнком, и никто не признавал его своим. Спасаясь, он протиснулся под забором и убежал.
Долго бродил бедный утёнок в поисках убежища. Он никак не мог понять, почему обитателям птичьего двора он казался безобразным, почему все смеялись над ним и гнали его… Утром он увидел летящих лебедей. Утёнок не знал, как зовут этих прекрасных птиц, но полюбил их так, как не любил никого на свете. Ему захотелось улететь вместе с ними.
Скитаясь, герой наткнулся на дом, в котором жили курица и кот. Но и они выгнали утёнка. Он шёл и шёл, и наконец вышел на берег лесного озера. Там, в пещерке, несчастный утёнок и обрёл своё укрытие. Лишь по ночам, когда никто не мог его видеть, он выползал оттуда, чтобы поплавать, полетать и расправить свои крылья.
Так прошло всё лето. За это время утёнок вырос и окреп. Ему стало просто невыносимо в своём одиночестве. Наступила осень. Дни становились всё холоднее, и птицы, жившие на озере, улетали в тёплые края. С тоской смотрел им вслед утёнок. И вот, в одно морозное утро он снова увидел чудесных лебедей. Они собирались в дальний путь. «Так и совсем замёрзнуть можно. Пусть лучше заклюют меня эти величавые птицы, чем погибать одному от мороза», — решил утёнок и выбрался из пещерки. В озере он увидел своё отражение. Гадкий утёнок даже не мечтал о такой радости — он тоже оказался лебедем, и улетающая стая приняла его к себе; таким образом, герой обрёл настоящих друзей.
Летя в стае и увидев птичий двор, молодой лебедь снизился и пролетел над ним. Обитатели двора были восхищены, но никто так и не догадался, что перед ними — их прежний гадкий утёнок.

## Награды
Диплом Первого британского Международного кинофестиваля в Лондоне (Фестиваль фестивалей) в 1957 году.

## Создатели
- Сценарий — Георгия Берёзко
- Режиссёр — Владимир Дегтярёв
- Художники-постановщики: Борис Петин, Василий Игнатов
- Композитор — Эдуард Колмановский
- Оператор — Николай Воинов
- Звукооператор — Георгий Мартынюк
- Ассистенты режиссёра: Галина Любарская, В. Егорова
- Ассистент художника-постановщика: А. Дудников
- Художники-мультипликаторы: Виктор Лихачёв, Николай Фёдоров, Игорь Подгорский, Елизавета Комова, Мстислав Купрач, Сергей Степанов, Вадим Долгих
- Художники-декораторы: Ирина Троянова, Елена Танненберг, Дмитрий Анпилов, Ирина Прокофьева

### Роли озвучивали
- Николай Литвинов — от автора,
- Юлия Юльская — утка-соседка / гадкий утёнок,
- Георгий Вицин — гусь / второй петух-драчун / индюк / петух, прогнавший утёнка со двора,
- Георгий Милляр — индейка,
- Юрий Хржановский — первый петух-драчун / кот / лягушки / один из гусей,
- Агарь Власова — задиристые утята / курица,
- Ирина Потоцкая — утёнок-лебедь